# Başkan
Başkan ist eine türkische Amtsbezeichnung mit der Bedeutung Vorsitzender, Präsident, die an Stelle der älteren Bezeichnung re’is trat. Sie wird meistens in Zusammensetzungen wie Belediye Başkanı (Bürgermeister), Devlet Başkanı (Staatsoberhaupt) oder Cumhurbaşkanı (Präsident der Republik) gebraucht. Das Amt des Başkan heißt Başkanlık.

## Belediye Başkanı
Die Bezeichnung Başkan allein wird oft als Kurzform des Gemeinde- bzw. Stadtbürgermeisters Belediye Başkanı verwendet. Dieses Amt wurde zunächst von der Stadtversammlung (Belediye Meclisi) besetzt, seit 1963 durch direkte Wahlen. Diese Kommunalwahlen fanden zunächst im Vierjahresrhythmus, seit 1984 alle fünf Jahre statt. Nach der Kommunalwahl in der Türkei 2014 wollte die kurdenfreundliche Barış ve Demokrasi Partisi, die Vorgängerin der Halkların Demokratik Partisi, in den Städten, in denen sie gewonnen hatte, das Amt mit einer männlich/weiblichen Doppelspitze besetzen. Die Amtsträger wurden von ihr und von einem Teil der Medien als Co-Bürgermeister (Eşbaşkan) bezeichnet. Diese Praxis wurde jedoch durch ein Gericht für gesetzwidrig erklärt.